# ایستگاه فوجی‌ساوا
ایستگاه فوجی‌ساوا (به ژاپنی: 藤沢駅 Fujisawa-ek) یک ایستگاه قطار واقع در فوجیساوا، کاناگاوا است. در اطراف ایستگاه، فروشگاه‌های بزرگ و ساختمان‌های اداری قرار دارند که مرکز شهر را تشکیل می‌دهند.